# Thalassoplanes
Thalassoplanes là một chi ốc biển, là động vật thân mềm chân bụng sống ở biển trong họ Buccinidae.

## Các loài
Các loài trong chi Thalassoplanes gồm có:
- Thalassoplanes amabilis (Thiele, 1912)
- Thalassoplanes modesta (Martens, 1885)
- Thalassoplanes moerchi (Dall, 1908)